# General Rodríguez (partido)
General Rodríguez (Partido de General Rodríguez) is een partido in de Argentijnse provincie Buenos Aires. Het bestuurlijke gebied telt 67.931  inwoners in 2001. Tussen 1991 en 2001 steeg het inwoneraantal met 40,40 %.

## Plaats in partido General Rodríguez
- General Rodríguez